# ジョナス・ハンジカー
ジョナス・ハンジカー（Jonas Hunziker、1994年5月15日 - ）は、スイスブリエンツヴィラー出身のフリースキーヤー。ハーフパイプ、スロープスタイル両方の種目でワールドカップに出場している。

## 生い立ち
スイスのエンゲルベルクにあるスポーツスクールに通う。2013年に卒業。趣味はサッカー、バレーボール、クライミング、マウンテンバイク、トランポリン。

## 戦歴
FIS Junior World Ski Championshipsではスロープスタイルで2度ブロンズメダルに輝く。FIS World Cupのスロープスタイル種目では2012年にアルゼンチンのUshuaia大会でブロンズメダルを獲得。2015年3月14日にスイスで開催されたFIS World Cupではスロープスタイル種目で7位。2015年8月にニュージーランドのCardronaで開催されたFIS World Cupのスロープスタイルでは13位。

## スポンサー
- Nordica
- Sportmint
- Leki
- POC
- Sporthilfe
- Laax

（）